# 斎藤小十郎
斎藤 小十郎（齋藤、さいとう こじゅうろう、1855年5月1日（安政2年3月15日）- 1935年（昭和10年）1月30日）は、日本の実業家、政治家。衆議院議員。

## 経歴
武蔵国入間郡長瀬村（のち埼玉県入間郡毛呂村大字長瀬、現:入間郡毛呂山町）で、地主・斎藤千松の長男として生まれる。
毛呂村会議員、埼玉県会議員を務めた。1920年5月に第14回衆議院議員総選挙で埼玉県第二区から選出された綾部惣兵衛の死去に伴い、1923年12月の補欠選挙に出馬して当選し、憲政会に所属して衆議院議員を一期務めた。
また、越生銀行の設立に参画し頭取となり、西部自動車監査役などを務めた。